# Conferenza di Vilnius

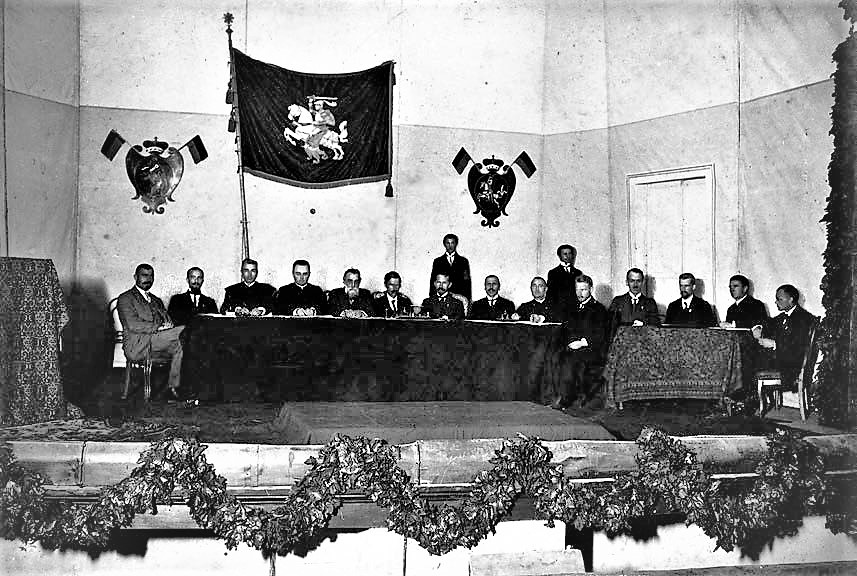
Scatto che ritrae i partecipanti della Conferenza di Vilnius. La sala fu decorata con piccole bandiere a due colori (rosso e verde) e una più grande. La figura rappresentata fu presa in considerazione per la realizzazione di una bandiera della Lituania. I delegati decisero di aggiungervi in seguito una striscia gialla

Con Conferenza di Vilnius o Conferenza Nazionale di Vilnius (in lituano Vilniaus konferencija) ci si riferisce ad una serie di incontri tenutisi tra il 18 settembre 1917 e il 22 settembre 1917 che avviarono il processo di creazione di uno Stato lituano indipendente basato sull'identità etnica e culturale e non influenzato dall'Impero russo, dalla Polonia e dall'Impero tedesco. A seguito di questo incontro fu eletto un Consiglio composto da venti membri a cui fu affidato il compito di occuparsi del processo volto a dichiarare e ristabilire una Lituania indipendente. Mentre la Conferenza con cui i rappresentanti speravano di perseguire l'interesse dei cittadini pose i principi guida di base dell'indipendenza lituana, qualsiasi questione sulla struttura politica della futura Lituania fu rinviata all'Assemblea costituente, che sarebbe stata successivamente eletta in modo democratico.

## Contesto storico

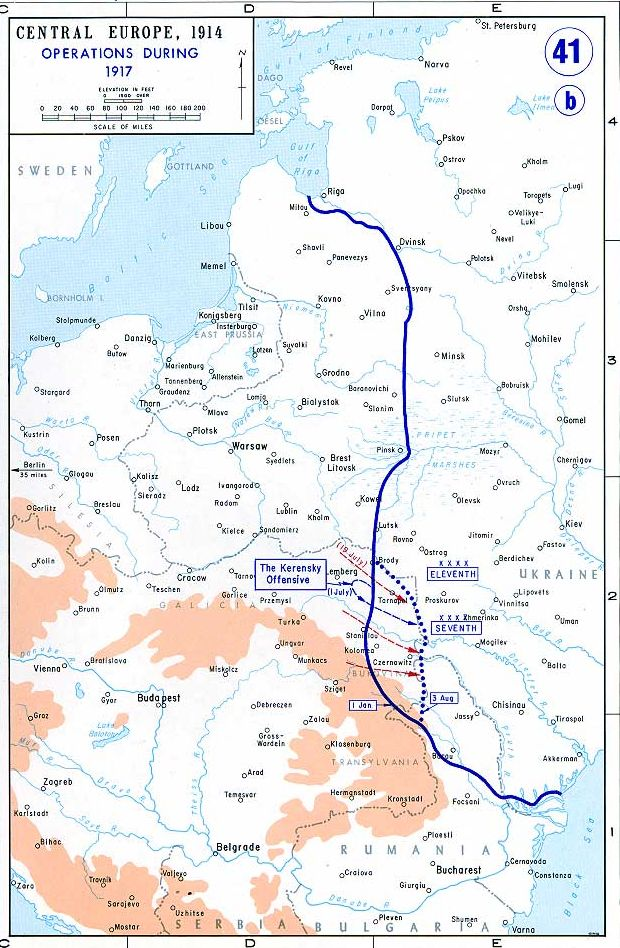
Fronte orientale nel 1917

La Lituania esistette come Stato indipendente (il Granducato di Lituania) dall'inizio del XIII secolo fino al 1569, quando si unì alla Polonia e formando la Confederazione polacco-lituana. Questa cessò di esistere a seguito delle spartizioni della Polonia avvenute alla fine del XVIII secolo. Gran parte del territorio lituano fu incorporato dall'Impero russo. Un movimento favorevole all'indipendenza lituana, il cosiddetto Risveglio nazionale lituano, aveva già raccolto diversi sostenitori durante il XIX secolo, poi formalizzati con riguardo al diritto all'autodeterminazione nazionale nel discorso di Woodrow Wilson sui Quattordici punti nel gennaio 1918.
Nel corso della prima guerra mondiale, l'esercito tedesco invase i territori più occidentali della Russia, inclusa la Lituania. Nel 1915, i tedeschi si attivarono per organizzare il governo amministrativo militare noto come Ober Ost. Inizialmente, la Lituania fu semplicemente sfruttata come testa di ponte per le operazioni belliche. Con il passare dei mesi, acquisì forma l'ipotesi di negoziare una tregua con i russi, visto che il conflitto impegnava la Germania su due fronti geograficamente distante. Ciò portò ad un ripensamento delle politiche adottate nell'est. Per acquisire il favore delle popolazioni locali agli occhi del mondo, si assunse la decisione di assegnar loro la possibilità di costituire un proprio governo. In realtà, l'autonomia concessa avrebbe avuto caratteri puramente formali: di fatto, si sarebbero costituiti degli stati clienti o fantocci in prossimità della Russia. A seguito di un vivace dibattito politico, il Reichstag approvò in data 19 luglio 1917 la cosiddetta Risoluzione della Pace. L'atto imponeva all'amministrazione militare dei territori occupati di allentare la presa e la pressione su cittadini che avrebbero da allora avuto la possibilità di dar vita ad un governo nazionale. Fu in tal modo che i tedeschi intesero dar via al progetto di costituzione della Mitteleuropa.

## Organizzazione della conferenza

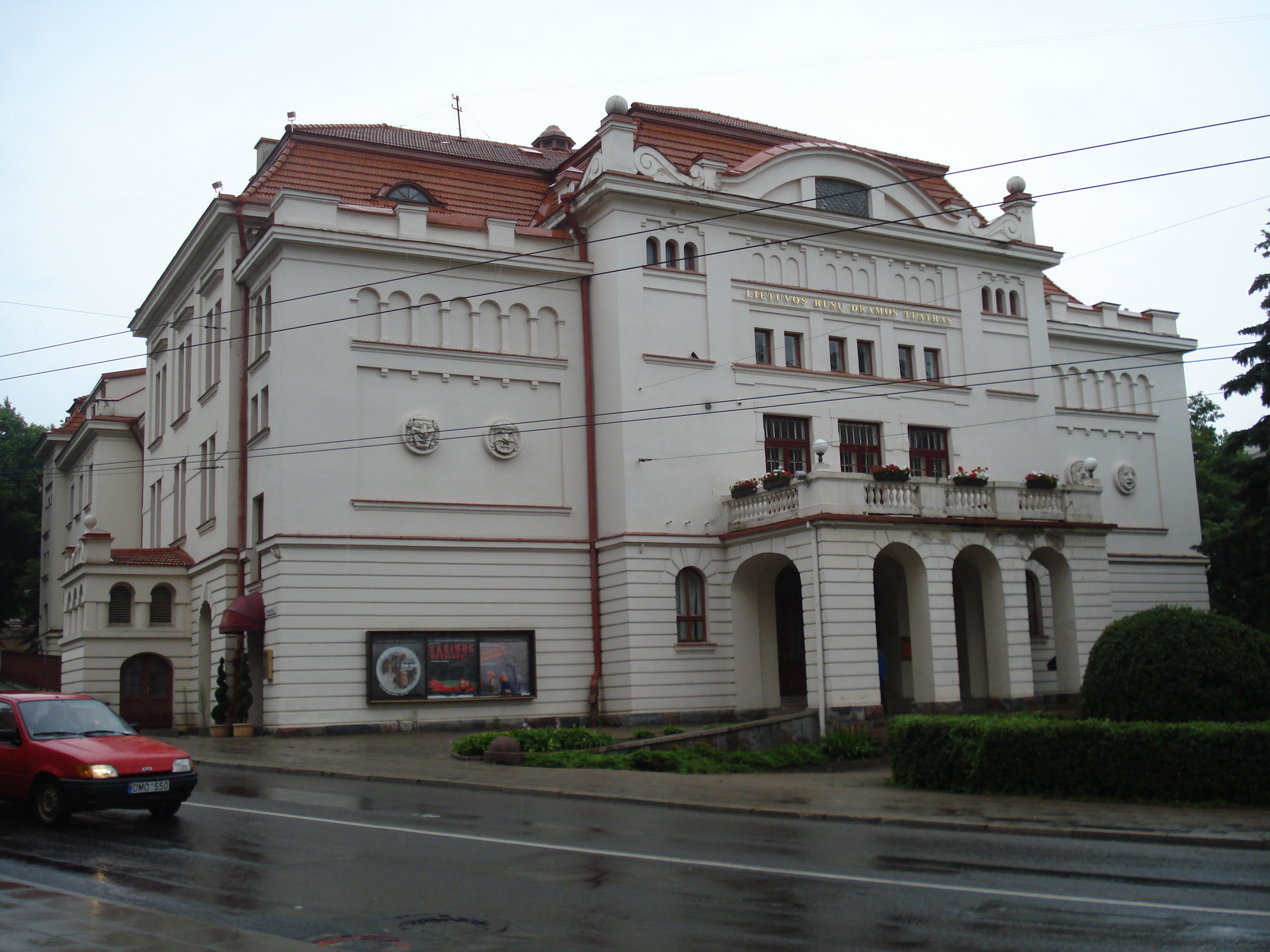
Sede dove ebbe luogo la conferenza di Vilnius, oggi teatro drammatico russo della Lituania (Lietuvos rusų dramos teatras)

Un Vertrauensrat ("Consiglio di fiducia" o "Consiglio confidenziale") fu autorizzato nel maggio del 1917; questo incontro doveva essere tenuto da lituani e minoranze etniche in Lituania. L'amministrazione militare contattò un discreto numero di figure di spessore della comunità lituana, tra cui il vescovo Pranciškus Karevičius, Antanas Smetona e Jonas Basanavičius, i quali si rifiutarono tutti di partecipare a quello che sembrava chiaramente un progetto pilotato da Berlino. Il Comitato Socio-Assistenziale Lituano, un'organizzazione che aiutò le vittime della guerra e ha mobilitato attivisti politici, avviò i negoziati tra i lituani e le autorità militari. Il Comitato chiese ai tedeschi di consentire una conferenza nazionale i cui membri sarebbero stati eletti direttamente dal popolo. Dopo lunghi negoziati, le parti giunsero ad un'intesa, convenendo sulla possibilità di realizzare una conferenza in cui venissero rappresentate le aspirazioni del popolo lituano; tuttavia, non fu consentito che i membri fossero scelti dai cittadini.
Il Comitato Organizzativo della Conferenza (Ausschuss) si riunì a Vilnius tra il 1º agosto e il 4 agosto 1917. Nelle fasi iniziali, le autorità militari misero subito in chiaro che, a prescindere da quando sarebbe effettivamente avvenuta la conferenza, si sarebbe dovuta dichiarare lealtà incondizionata alla Germania per poi concordare un'annessione. Poiché non erano state organizzate elezioni, i rappresentanti dovevano essere invitati dal Comitato Organizzativo, che comprendeva Mykolas Biržiška, Petras Klimas, Antanas Smetona, Jonas Stankevičius e Jurgis Šaulys. Il Comitato si impegnò a scegliere rappresentanti di ampio spessore politico, professionale e sociale. In totale si selezionarono 264 rappresentanti, da cinque a otto per ciascuna contea (in lituano apskritis). Tra questi, 214 parteciparono alla conferenza che si tenne dal 18 al 22 settembre 1917.

## Svolgimento della conferenza

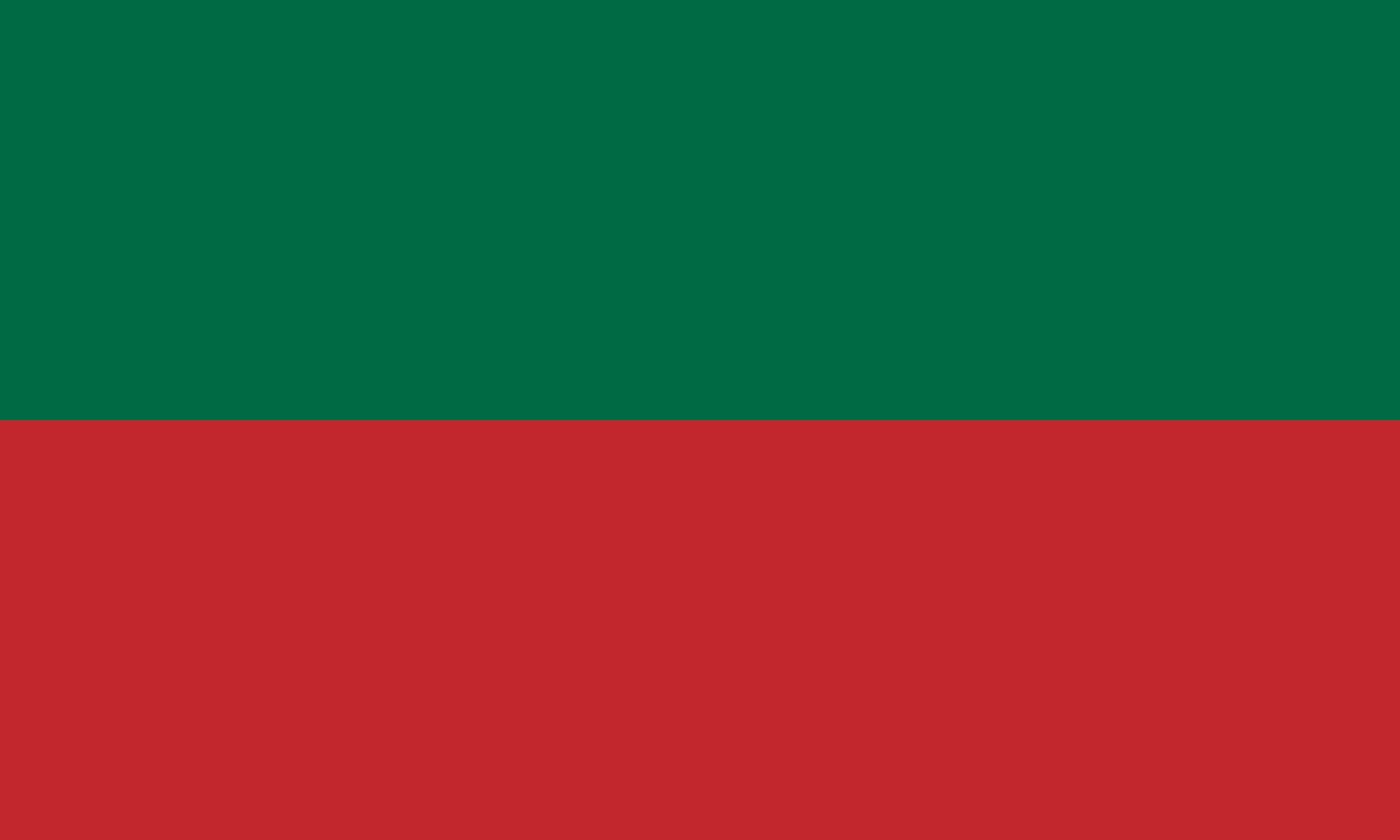
La bandiera nazionale che avrebbe dovuto rappresentare la Lituania indipendente proposta durante la conferenza

Le riunioni della conferenza si tennero a porte chiuse e nessun rappresentante tedesco vi partecipò. Un certo numero di discorsi tenutisi durante le prime sessioni del consiglio riguardarono l'occupazione tedesca, i lavori che i lituani erano stati costretti ad intraprendere per contro dei teutonici, le vessazioni e la crescente deforestazione (poiché il legno serviva al fronte). La conferenza, in sintesi, fu incentrata su tre principali questioni:
- Il futuro della Lituania e delle sue minoranze nazionali;
- Le relazioni tra Lituania e Germania;
- Elezione del Consiglio di Lituania.

### La Lituania e le minoranze nazionali
Per quanto riguarda il futuro della Lituania, durante la Conferenza si concordò sulla necessità di costituire uno stato indipendente, basato su principi democratici. In risposta alle varie ipotesi di ricreare il vecchio Granducato di Lituania o la Confederazione polacco-lituana, si decise che il nuovo stato doveva essere creato solo nelle terre che si presumeva fossero etnicamente lituane. In mancanza di effettivi poteri di rappresentanza nazionale (si ricordi che né i membri della conferenza furono nominati né la conferenza stessa fu approvata o negata a seguito di consultazione dei cittadini), non si specificarono le basi costituzionali su cui doveva reggersi lo stato né quale politica estera dovesse essere adottata. Tali questioni furono rimandate ad un momento successivo, quando sarebbe nata e poi divenuta operativa un'Assemblea costituente eletta democraticamente. Questi tre punti furono poi ripresi dal Consiglio di Lituania prima di procedere alla stesura dell'Atto di Indipendenza della Lituania.
Alle minoranze nazionali si convenne che sarebbero stati concessi vari diritti. Dopo la fine della guerra, il Consiglio di Lituania fu ampliato per includere rappresentanti ebrei e bielorussi. Numerosi saranno le misure messe in atto dai primi governi della Lituania: si istituirono ministeri per gli affari legati alle esigenze ebraiche e bielorusse nel 1920; la Chiesa ortodossa russa ricevette sostegno finanziario dal governo; i tedeschi, concentrati nella contestata regione di Klaipėda, ottennero autonomia amministrativa. L'unico gruppo considerevole a livello numerico che non ottenne una rappresentanza era formato dalla minoranza polacca sita nei pressi di Vilnius. Tale area geografica, dopo la Grande Guerra, sarà luogo di feroci scontri tra russi, polacchi e lituani.

### Rapporti con la Germania
In risposta alla condizione imposta dai tedeschi secondo cui la Lituania avrebbe dovuto necessariamente dimostrare la volontà di aderire ad un'annessione con la Germania, fu adottata la seguente risoluzione:
Est, sud e ovest, in questo contesto, si riferivano rispettivamente a Russia, Polonia e Germania. Questo passaggio attentamente bilanciato fu da considerarsi la risposta alle richieste tedesche di dichiarare lealtà alla Germania. Questa replica non convinse i tedeschi che non permisero la pubblicazione della risoluzione.

### Consiglio di Lituania
Alla fine della riunione, la Conferenza elesse venti membri del Consiglio della Lituania, incaricati di agire come rappresentanti esecutivi del popolo lituano. Al Consiglio fu conferito il potere di attuare la risoluzione adottata dalla Conferenza, ossia proseguire le operazioni di negoziazione con i tedeschi e poi dichiarare la Lituania indipendente. I membri socialdemocratici della conferenza erano insoddisfatti della composizione di questo consiglio, poiché comprendeva solo due membri di quel partito e dei venti membri, sei erano sacerdoti cattolici. Due di essi si fecero dunque da parte; i loro posti furono presi da Stanisław Narutowicz e Jonas Vileišis. Cinque mesi dopo, il 16 febbraio 1918, il Consiglio di Lituania emise l'atto di indipendenza della Lituania.